# 色譜法期刊A
《色譜法期刊A》（Journal of Chromatography A，常縮寫為 J. Chromatogr. A）是分析化學領域的學術期刊。色譜法期刊A為週刊，創刊於1958年，主要為發表分離與化合物鑑定的技術與方法，包括色譜法、電遷移技術（如電泳、電色譜）、樣品製備與質譜等檢測技術，其2016年的影響因子為3.981。